# Brachychthonius amicabilis
Brachychthonius amicabilis är en kvalsterart som beskrevs av Gil-Martín och Subías 1997. Brachychthonius amicabilis ingår i släktet Brachychthonius och familjen Brachychthoniidae. Inga underarter finns listade.